# Piłka wodna na Letnich Igrzyskach Olimpijskich 1996
Wyniki turnieju piłki wodnej na Letnich IO w Atlancie:

## Zestawienie końcowe drużyn
- 1.  Hiszpania
- 2.  Chorwacja
- 3.  Włochy
- 4.  Węgry
- 5.  Rosja
- 6.  Grecja
- 7.  Stany Zjednoczone
- 8.  Jugosławia
- 9.  Niemcy
- 10.  Holandia
- 11.  Rumunia
- 12.  Ukraina

## Medaliści
| Lp. | Państwo   | Medal |
| --- | --------- | ----- |
| 1   | Hiszpania |       |
| 2   | Chorwacja |       |
| 3   | Włochy    |       |